# Saison 3 de Californication
Chronologie
Saison 2 Saison 4
Cet article présente le guide des épisodes de la troisième saison de la série télévisée américaine Californication.

## Généralités
Cette troisième saison est composée de douze épisodes.

### Synopsis
Hank Moody est un romancier new-yorkais exilé à Los Angeles, et séparé de Karen, la mère de sa fille Becca, âgée de 12 ans. Perturbé par sa situation familiale et par son absence d'inspiration, il se réconforte dans la consommation immodérée d'alcool, de drogues en tout genre et des nombreuses femmes tombées sous son charme. Désabusé et sarcastique, il ne peut s'empêcher de dire toutes les vérités qui lui viennent à l'esprit, et ce, en toutes circonstances et à n'importe qui, n'ayant que très peu de respect pour les conventions de la bourgeoisie californienne. Hank est auto-destructeur, mais dans le fond il ne cherche qu'à récupérer Karen et à vivre une vie de famille tranquille…

## Distribution

### Acteurs principaux
- David Duchovny (VF : Georges Caudron) : Hank Moody
- Natascha McElhone (VF : Danièle Douet) : Karen van der Beek
- Evan Handler (VF : Xavier Fagnon) : Charlie Runkle
- Madeleine Martin (VF : Léopoldine Serre) : Rebecca « Becca » Moody
- Pamela Adlon (VF : Marie Vincent) : Marcy Runkle

### Acteurs récurrents
- Madeline Zima (VF : Caroline Victoria) : Mia Lewis
- Carla Gallo (VF : Laura Préjean) : Daisy
- Kathleen Turner (VF : Anne Jolivet) : Sue Collini[1]
- Diane Farr (VF : Rafaèle Moutier) : Jill Robinson[1]
- Peter Gallagher (VF : Tony Joudrier) : Doyen Stacy Koons[1]
- Ellen Davis Woglom (VF : Justine Berger) : Chelsea Koons (8 épisodes)
- Embeth Davidtz (VF : Stéphanie Lafforgue) : Felicia Koons[2] (10 épisodes)
- Eva Amurri (VF : Edwige Lemoine) : Jackie[2] (9 épisodes)
- Rick Springfield (VF : Jean-Marc Charrier) : lui-même[2] (4 épisodes)

### Invités
- Ed Westwick (VF : Nessym Guetat) : Balt[2] (épisode 2)
- Peter Fonda : lui-même (épisode 7)
- James Frain : Paul Rider, petit ami de Mia (épisode 12)

## Épisodes

### Épisode 1:Père célibataire
- États-Unis /  Canada : 27 septembre 2009 sur Showtime / The Movie Network
- Suisse : 12 avril 2010 sur TSR1
- France : 22 octobre 2010 sur M6[3],[4]
- Belgique : 6 janvier 2011 sur Be Séries[5]
- Québec : 20 septembre 2013 sur V

### Épisode 2:Suicide littéraire
- États-Unis : 4 octobre 2009 sur Showtime
- Suisse : 19 avril 2010 sur TSR1
- France : 22 octobre 2010 sur M6[4]
- Belgique : 6 janvier 2011 sur Be Séries[5]
- Québec : 27 septembre 2013 sur V

- Ed Westwick (Balt)

### Épisode 3:L'An prochain à Jérusalem
- États-Unis : 11 octobre 2009 sur Showtime
- Suisse : 26 avril 2010 sur TSR1
- France : 29 octobre 2010 sur M6[4]
- Belgique : 6 janvier 2011 sur Be Séries[5]
- Québec : 4 octobre 2013 sur V

Rick Springfield (lui-même)

### Épisode 4:Toutes devant et lui derrière
- États-Unis : 18 octobre 2009 sur Showtime
- Suisse : 3 mai 2010 sur TSR1
- France : 29 octobre 2010 sur M6[4]
- Belgique : 13 janvier 2011 sur Be Séries[5]
- Québec : 11 octobre 2013 sur V

### Épisode 5:Zloz le conquérant
- États-Unis : 25 octobre 2009 sur Showtime
- Suisse : 10 mai 2010 sur TSR1
- France : 26 novembre 2010 sur M6[4]
- Belgique : 13 janvier 2011 sur Be Séries[5]
- Québec : 18 octobre 2013 sur V

Kevin Corrigan (Mike « Zloz » Zlozowski)

### Épisode 6:In vino veritas
- États-Unis : 1er novembre 2009 sur Showtime
- Suisse : 17 mai 2010 sur TSR1
- France : 26 novembre 2010 sur M6[4]
- Belgique : 13 janvier 2011 sur Be Séries[5]
- Québec : 25 octobre 2013 sur V

Rick Springfield (lui-même)

### Épisode 7:Comment leur dire adieu?
- États-Unis : 8 novembre 2009 sur Showtime
- Suisse : 31 mai 2010 sur TSR1
- France : 3 décembre 2010 sur M6[4]
- Belgique : 20 janvier 2011 sur Be Séries[5]
- Québec : 1er novembre 2013 sur V

Peter Fonda (lui-même)

### Épisode 8:L'Appartement
- États-Unis : 15 novembre 2009 sur Showtime
- Suisse : 7 juin 2010 sur TSR1
- France : 3 décembre 2010 sur M6[4]
- Belgique : 20 janvier 2011 sur Be Séries[5]
- Québec : 8 novembre 2013 sur V

### Épisode 9:Monsieur mauvais exemple
- États-Unis : 22 novembre 2009 sur Showtime
- Suisse : 14 juin 2010 sur TSR1
- France : 10 décembre 2010 sur M6[4]
- Belgique : 20 janvier 2011 sur Be Séries[5]
- Québec : 15 novembre 2013 sur V

Rick Springfield (lui-même)

### Épisode 10:Papillon de nuit
- États-Unis : 29 novembre 2009 sur Showtime
- Suisse : 21 juin 2010 sur TSR1
- France : 10 décembre 2010 sur M6[4]
- Belgique : 27 janvier 2011 sur Be Séries[5]
- Québec : 22 novembre 2013 sur V

### Épisode 11:Règlement de comptes à Chikamanga
- États-Unis : 6 décembre 2009 sur Showtime
- Suisse : 28 juin 2010 sur TSR1
- France : 17 décembre 2010 sur M6[4]
- Belgique : 27 janvier 2011 sur Be Séries[5]
- Québec : 29 novembre 2013 sur V

### Épisode 12:Mia Culpa
- États-Unis : 13 décembre 2009 sur Showtime
- Suisse : 5 juillet 2010 sur TSR1
- France : 17 décembre 2010 sur M6[4]
- Belgique : 27 janvier 2011 sur Be Séries[5]
- Québec : 6 décembre 2013 sur V

- James Frain (Paul Rider, petit ami de Mia)